# Takelot II
Takelot II – faraon, władca starożytnego Egiptu, z XXII dynastii libijskiej, prawdopodobnie panował w latach 850-825 p.n.e.
Był młodszym synem Osorkona II. Początek jego panowania rozpoczyna w dziejach Egiptu okres tak zwanej „Anarchii libijskiej” lub też zwany okresem „libijskiego rozbicia dzielnicowego”, któremu położył kres najazd kuszyckiego władcy Pianchiego.
Istnieje kilka wersji dziejów Takelota II, według których albo był, być może, królem Górnego Egiptu, rządzącym w Herakleopolis i Tebach, albo, być może, był współwładcą Osorkona II i albo jego synem, albo jego wnukiem?, albo też był wielkim kapłanem Amona w Tebach, następcą Harsiese I. W tym ostatnim przypadku następcą Osorkona II na tronie królewskim w Tanis byłby Szeszonk III.
Najbardziej prawdopodobna hipoteza mówi, że Takelot II był władcą Górnego Egiptu i władał obszarami wokół Teb i Herakleopolis. W tym czasie w Tanis władał Osorkon II, a jego następcą został syn Takelota II, Szeszonk III, który przejął władzę w trzecim roku panowania Takelota II, a więc w tymże roku prawdopodobnie zmarł Osorkon II. Całość znacznie komplikuje jeszcze fakt, że królem w Tebach, także w czasie panowania Osorkona II w Tanis, był Harsiese I.
Żoną Takelota II została wnuczka Osorkona II – Karoma III. Ze związku tego narodził się młodszy syn Szeszonk, późniejszy Szeszonk III oraz starszy Osorkon, który w jedenastym roku panowania ojca został mianowany wielkim kapłanem Amona w Tebach. To właśnie dzięki inskrypcjom, jakie pozostawił w Karnaku wiemy, że około piętnastego roku panowania Takelota II wybuchła w Górnym Egipcie rebelia, która przerodziła się w wojnę domową. Rebelia ta wymierzona była przeciw jego kapłańskiej władzy i jego zwolennikom. Z obawy o własne życie arcykapłan Osorkon schronił się w Górnej Nubii. W czasie jego nieobecności funkcję wielkiego kapłana Amona sprawował Harsiese II. Po upływie około dziesięciu lat Osorkon podjął próbę powrotu, ogłaszając amnestię, mającą ułatwić mu ponowne objęcie tronu pontyfikalnego w Tebach.
Wkrótce bunt jednakże rozgorzał ponownie i arcykapłan musiał znów udać się na wygnanie. Powrócił w dwudziestym szóstym roku panowania Szeszonka III, kiedy to całkowicie stłumiono wszelkie oznaki buntu przeciw jego władzy. Po jego śmierci na tron pontyfikalny w Tebach wstąpił Harsiese II, który sprawował funkcję wielkiego kapłana Amona w czasie jego wygnania. Wydarzenia z okresu jego rządów datowane są jednak nie latami panowania Szeszonka III, lecz Padibasteta, króla zaliczanego do XXIII dynastii, założonej w Leontopolis. Można zatem przypuszczać, że w tamtych czasach w Egipcie władzę sprawowało kilku władców równocześnie oraz dwie niezależne dynastie. Władza w Egipcie dzieliła się teraz na panowanie nad Południem i Północą oraz na Północy na dynastie w Tanis i drugą w Leontopolis.

## Tytulatura
| M23 · X1 | L2 · X1 |

| M23 · X1 | L2 · X1 |

| N5 | S1 | L1 | N5 · U21 · N35 | R8 | S38 | R19 |

| N5 | S1 | L1 | N5 · U21 · N35 | R8 | S38 | R19 |

| N5 | S1 | L1 | N5 · U21 · N35 | R8 | S38 | R19 |

| N5 | S1 | L1 | N5 · U21 · N35 | R8 | S38 | R19 |

| M23 · X1 | L2 · X1 |

| M23 · X1 | L2 · X1 |

| N5 | S1 | L1 | N5 · U21 · N35 | R8 | S38 | R19 |

| N5 | S1 | L1 | N5 · U21 · N35 | R8 | S38 | R19 |

| N5 | S1 | L1 | N5 · U21 · N35 | R8 | S38 | R19 |

| N5 | S1 | L1 | N5 · U21 · N35 | R8 | S38 | R19 |

| G39 | N5 |

| G39 | N5 |

| M17 | Y5 · N35 · N36 | U33 | V31 · D21 | N36 · V13 |

| M17 | Y5 · N35 · N36 | U33 | V31 · D21 | N36 · V13 |

| M17 | Y5 · N35 · N36 | U33 | V31 · D21 | N36 · V13 |

| M17 | Y5 · N35 · N36 | U33 | V31 · D21 | N36 · V13 |

| G39 | N5 |

| G39 | N5 |

| M17 | Y5 · N35 · N36 | U33 | V31 · D21 | N36 · V13 |

| M17 | Y5 · N35 · N36 | U33 | V31 · D21 | N36 · V13 |

| M17 | Y5 · N35 · N36 | U33 | V31 · D21 | N36 · V13 |

| M17 | Y5 · N35 · N36 | U33 | V31 · D21 | N36 · V13 |